# Famille de Jauche
La famille de Jauche est une ancienne famille noble féodale issue du duché de Brabant ayant compté un certain nombre de seigneurs de diverses villes, villages et lieux-dits comme notamment Jauche, Bioul, Baudour, Sedan, Gommegnies, Sassignies…
Ces fiefs relevaient de divers souverains (ducs de Brabant, comtes de Hainaut, princes-évêques de Liège, comtes d'Artois, ...) ce qui amène certains auteurs à la qualifier de seigneurs inter-principautaires. 
Aux XIIe – XIIIe siècles, les de Jauche sont dits pairs (barons) de deux cours : celle du détenteur du château de Valenciennes et celle du détenteur du château de Mons.

## Gérard IV de Jauche
Gérard IV de Jauche (1235-1293) est le fils de Gérard III de Jauche dit de Mastaing de Jauche. Il est seigneur de Jauche, de Baudour. Il est fait seigneur en 1263 de Hierges et de Sedan à la mort de son oncle Gilles II de Hierges. Son fils Gérard V de Jauche deviendra seigneur de Sedan à sa mort.

## Gérard V de Jauche
Gérard V de Jauche (?-1314)  fils de Gérard IV de Jauche devient seigneur de Sedan en 1293 jusqu'à sa mort en 1314.
Il a deux enfants :
- Gérard VI de Jauche, auteur de la branche aînée, sires de Jauche, Baudour, Bioul.
- Guillaume de Jauche, auteur de la branche cadette, seigneurs de Gommegnies.

## Gérard VI de Jauche
Gérard VI de Jauche (?-1328) est le 4e seigneur de Sedan à la mort de son père en 1314. Mort sans enfant la seigneurie passe à son frère Guillaume de Jauche.